# Rebel Yell
Rebel Yell es el segundo álbum del músico y cantante británico de rock Billy Idol, lanzado en 1983. Cuatro de sus sencillos entraron en la lista de sencillos de Estados Unidos Hot 100, mientras que el álbum llegó al puesto número seis de la lista Billboard 200 de álbumes.

## Lista de canciones

### Lanzamiento original de 1983
Todas las canciones compuestas por Billy Idol y Steve Stevens, excepto donde se indique lo contrario.
1. "Rebel Yell" – 4:45
2. "Daytime Drama" – 4:02
3. "Eyes Without a Face" – 4:58
4. "Blue Highway" – 5:05
5. "Flesh for Fantasy" – 4:37
6. "Catch My Fall" (Idol) – 3:57
7. "Crank Call" – 3:56
8. "(Do Not) Stand in the Shadows" – 3:10
9. "The Dead Next Door" – 3:45

### Edición expandida de 1999
1. "Rebel Yell"  – 4:45
2. "Daytime Drama"  – 4:02
3. "Eyes Without a Face"  – 4:58
4. "Blue Highway"  – 5:05
5. "Flesh for Fantasy"  – 4:37
6. "Catch My Fall"  – 3:57
7. "Crank Call"  – 3:56
8. "(Do Not) Stand in the Shadows"  – 3:10
9. "The Dead Next Door"  – 3:45
10. "Rebel Yell (Session Take)"  – 5:27
11. "Motorbikin' (Session Take)"  – 4:16
12. "Catch My Fall (Original Demo)"  – 4:11
13. "Flesh for Fantasy (Session Take)"  – 5:09
14. "Blue Highway (Original Demo)"  – 5:00

## Sencillos
1. "Rebel Yell" (1/1984 - IDOL 2)
2. "Eyes Without a Face" (6/1984 - IDOL 3) - #4 U.S.
3. "Flesh for Fantasy" (9/1984 - IDOL 4) - #29 U.S.
4. "Catch My Fall" (1984) - #50 U.S.
5. "Rebel Yell" (UK relanzamientp) (9/1985 - IDOL 6) - #46 U.S.
6. "Catch My Fall" (UK relanzamiento de Vital Idol) (8/1988 - IDOL 13)

El álbum de remezclas de 1985 , Vital Idol incluye remezclas de los sencillos "Flesh For Fantasy (Below The Belt Mix)" y "Catch My Fall (Remix Fix)".

## Personal
- Billy Idol - voz principal y coros, guitarras
- Steve Stevens - guitarras,
- Jodi Dozier - sintetizadores
- Sal Cuevas - bajo
- Steve Webster - bajo
- Thommy Price - batería
- Gregg Gerson - batería
- Mars Williams - saxofón
- Perri Lister - coros